# Katastrofa mozambickiego Tu-134 w Południowej Afryce
Katastrofa prezydenckiego Tupolewa Tu-134 – 19 października 1986 roku na terenie RPA rozbił się mozambicki Tupolew Tu-134A-3 z prezydentem Mozambiku Samora Machelem na pokładzie.
Lot odbywał się z Mbala w Zambii do stolicy Mozambiku – Maputo, a katastrofa miała miejsce w górach Lebombo, 65 km na zachód od celu podróży. Przeżyło dziewięcioro pasażerów oraz jeden członek załogi, a śmierć poniósł prezydent Machel wraz z ministrami i wysokimi przedstawicielami rządu Mozambiku.

## Przebieg dochodzenia
W dniu katastrofy przedstawiciele Mozambiku i RPA zgodzili się co do powołania komisji z udziałem ICAO. Zgodnie z konwencją chicagowską prowadzenie dochodzenia wzięła na siebie RPA, jako państwo, na którego terytorium doszło do katastrofy. RPA była jednak zobowiązana do współpracy z państwem, do którego przynależał samolot (Mozambik) oraz państwem, w którym go wyprodukowano (ZSRR).
Dwanaście dni po katastrofie, 31 października 1986 minister spraw zagranicznych RPA Pik Botha zorganizował konferencję prasową, na której podał wstępne ustalenia dotyczące przyczyn katastrofy. Wśród możliwych przyczyn wymienił m.in. przestarzałe wyposażenie samolotu oraz fakt, że dwóch członków załogi znajdowało się pod wpływem alkoholu. Podczas konferencji prasowej 6 listopada 1986 Botha podał informację, że z wraku wydobyto dokumenty świadczące o planowanym przez rządy Mozambiku i Zimbabwe zamachu stanu w Malawi.
Wystąpienia Bothy sprawiały, że między RPA i Mozambikiem rosła nieufność. Pogłębiała ją dodatkowo zwłoka w dostarczeniu stronie mozambickiej czarnych skrzynek zawierających zapis rozmów pilotów z wieżą kontroli lotów na lotnisku w Maputo. Coraz bardziej nieufna wobec południowoafrykańskiego śledztwa była także międzynarodowa opinia publiczna.
Świadomy tego Botha zdecydował się na powołanie specjalnej komisji do zbadania przyczyn katastrofy, nazywanej komisją Margo, od nazwiska jej przewodniczącego sędziego Sądu Najwyższego RPA Cecila Margo. W jej skład weszli także międzynarodowi eksperci: amerykański lotnik i astronauta Frank Borman, były szef Komisji Badania Wypadków Lotniczych brytyjskiego Ministerstwa Transportu Geoffrey Wilkinson oraz brytyjski sędzia i członek Tajnej Rady Sir Edward Eveleigh.

## Raport komisji Margo
ZSRR odmówił współpracy z komisją Margo. Przedstawiciele Mozambiku początkowo planowali współpracę podjąć, ale ostatecznie się z niej wycofali. W tej sytuacji ustalenia komisji Margo oparte były głównie na zapisach czarnych skrzynek, a także zeznaniach i ustaleniach południowoafrykańskich śledczych.
Raport komisji stwierdzał m.in., że:
- samolot był w pełni sprawny
- nie stwierdzono śladów sabotażu ani ingerencji z zewnątrz
- przyczyną katastrofy było niezachowanie przez załogę procedur ILS
- załoga zdecydowała się na lądowanie mimo braku dostatecznej widoczności
- załoga zignorowała ostrzeżenie z systemu GPWS o zbliżaniu się do ziemi.

Raport Margo uzyskał akceptację ICAO.

## Raport mniejszości (ZSRR)
Sowiecka delegacja przy komisji nadzorującej śledztwo wydała raport mniejszości, w którym wypowiedziano teorię o udziale południowoafrykańskich służb bezpieczeństwa w celowym sprowadzeniu samolotu na ziemię poprzez fałszowanie sygnału radiolatarni za pomocą technologii dostarczonej przez agentów wywiadu Izraela (tzw. meaconing). Raport skupiał się na skręcie maszyny o 37 stopni w prawo, który doprowadził do rozbicia się o wzgórza Mbuzini. Mozambik polecił weryfikację ustaleń ekspertów radzieckich międzynarodowym specjalistom z zakresu lotnictwa. Stwierdzili oni, że rzekoma fałszywa radiolatarnia skierowałaby samolot na inny kurs niż miało to miejsce w rzeczywistości.
Z drugiej strony, wątpliwości co do poprawności działania radiolatarni w Lebombo już nad ranem po katastrofie wyrazili południowoafrykańscy piloci helikopterów. Podobne uwagi zgłaszał następnego dnia anonimowy oficer Sił Powietrznych RPA telefonujący do agencji UPI.

## Ustalenia Komisji Prawdy i Pojednania
W 2001 specjalne dochodzenie w sprawie katastrofy zostało przeprowadzone przez południowoafrykańską Komisję Prawdy i Pojednania. Dochodzenie nie doprowadziło do żadnych nowych ustaleń w sprawie katastrofy. Przy okazji wyszły jednak na jaw fakty, które – jak się wydawało – rzuciły nowe światło na sprawę katastrofy. Mianowicie, ustalono, że:
- były oficer wywiadu wojskowego zeznał, że Pik Botha spotkał się z wysokimi oficerami służb bezpieczeństwa w tajnej bazie w Skwamans w dzień poprzedzający katastrofę
- samolot naruszył strefę powietrzną zakazaną dla lotnictwa cywilnego, ale nie zostało do niego wysłane żadne ostrzeżenie
- w styczniu 1984 Rada Bezpieczeństwa Państwowego RPA dyskutowała nad możliwością obalenia rządów FRELIMO w Mozambiku

W kwestii możliwego użycia fałszywej radiolatarni do sprowadzenia samolotu na błędny kurs KPiP nie poczyniła żadnych ustaleń i stwierdziła, że powinna ona być poddana dokładniejszym analizom.

## Zeznania Hansa Louwa
W styczniu 2003 gazeta „Sowetan Sunday World” doniosła, że zabójca i były agent południowoafrykańskich sił specjalnych, Hans Louw przyznał się do uczestnictwa w zamachu. Wedle jego zeznania do sprowadzenia samolotu z kursu została użyta fałszywa radiolatarnia, a Louw miał zestrzelić samolot w wypadku gdyby ten się nie rozbił. W późniejszym okresie Louw częściowo zmienił szczegóły swojego wyznania i twierdził, że zestrzelił samolot przy użyciu rakiety 9K32 Strieła-2.
W 2008 były podpułkownik południowoafrykańskich sił specjalnych Sybie van der Spuy zdementował rewelacje Louwa. Van der Spuy stwierdził, że znał Louwa, a nawet był świadkiem podczas procesu, w którym ten ostatni oskarżony był o morderstwo. Zdaniem van der Spuya niemożliwe jest, aby czarnoskóry Louw brał udział w operacji służb specjalnych na terenie RPA, bowiem w okresie, w którym wydarzyła się katastrofa należał do operujących na terenie dzisiejszej Namibii Południowo-zachodnioafrykańskich Sił Terytorialnych (SWATF).
W reakcji na doniesienia medialne, najpierw w 2003, a następnie ponownie w 2008, grupa specjalna policji południowoafrykańskiej (DSO, „Skorpiony”) prowadziła śledztwo mające na celu sprawdzenie prawdziwości zeznań Louwa. W obu przypadkach śledztwo DSO nie potwierdziło udziału Sił Specjalnych RPA w katastrofie.